# Bruno Moraes
Bruno Moraes (n. 7 iulie 1984, Santos, Brazilia) este un fotbalist brazilian care a evoluat la echipa Gloria Bistrița pe postul de atacant, formând cuplul de atac împreună cu fratele său mai mic, Júnior.

## Carieră
A debutat pentru Gloria Bistrița în Liga I pe 10 septembrie 2010 într-un meci pierdut împotriva echipei Universitatea Cluj.

## Titluri
| Sezon     | Club       | Titlu            |
| --------- | ---------- | ---------------- |
| 2003-2004 | FC Porto   | Liga Sagres      |
| 2005      | Vitória FC | Cupa Portugaliei |
| 2006-2007 | FC Porto   | Liga Sagres      |